# Mona la ninfa virgen
Mona la ninfa virgen (o simplemente Mona) es considerada la segunda película pornográfica en mostrar sexo explícito que fue lanzada al público en los cines de Estados Unidos (detrás de Blue Movie de 1969), y la segunda de ellas en contar con una trama. La trama de la película se centra en Mona, quién le ha prometido a su madre «mantenerse virgen» hasta el matrimonio, esto significa para ella no realizar coito vaginal. Es por ello que la película está llena de sexo sin penetración.
Mona marcó el patrón para las posteriores películas hardcore estrenadas durante la Edad de Oro del porno (1969-1984); entre ellas Garganta profunda, que tomó elementos de su trama dos años después.
Producida por Bill Osco y dirigida por Michael Benveniste y Howard Ziehm, se estrenó sin créditos debido a asuntos legales. Las ganancias de esta película ayudaron en la financiación de la siguiente película del director, Flesh Gordon. El equipo produjo después otra película porno, Harlot (1971); y Bill Osco produjo después la igualmente explícita Alice in Wonderland (1976).

## Sinopsis
Mona y su prometido Jim se hallan realizando un pícnic. Ambos se desnudan y comienzan a tocarse. Cuando Jim quiere penetrar a Mona, esta lo detiene y le dice que le prometió a su madre que llegaría virgen al matrimonio, el cual ocurrirá dentro de una semana; entonces le practica una felación. 
En una posterior escena Mona se acerca a un extraño en la calle y le ofrece hacerle sexo oral. Él estaba escéptico al inicio, hasta que ella lo lleva a un callejón y le practica sexo oral, diciendo que le «encanta mamar verga». Luego Mona se encama con una prostituta, con la que realiza un 69. También se masturba en una sala de cine, antes de hacerle sexo oral a un hombre que se encontraba allí.
Al mismo tiempo el prometido de Mona, Jim, llega a la casa de ella buscándola. Allí se encuentra a la mamá de Mona, a quien le gustaba masturbarse con un vibrador mientras leía novelas eróticas. La mamá de Mona le confiesa que hace tres años no tiene sexo, y que él le recuerda al padre de Mona. Ambos tienen sexo y deciden guardarlo en secreto.
Finalmente, Jim se enfrenta a los amantes que ha tenido Mona, quienes le dicen que ella los buscó. Entonces ata a Mona a la cama, donde todos sus previos amantes y Jim hacen que les practique sexo oral.

## Reparto
- Judy Angel: mamá de Mona.
- Gerard Broulard: extraño en el cine.
- Orrin North: Jim.
- Susan Stewart: prostituta.
- Fifi Watson: Mona.